# 野蛮人柯南 (1982年电影)
《野蛮人柯南》（英語：Conan the Barbarian）是一部1982年上映的剑与魔法冒险电影，由约翰·米利厄斯执导并与奥利弗·斯通编剧，根据罗伯特·欧文·霍华德的同名小说改编，描绘了一个充满黑魔法和野蛮的虚构的史前世界，以及一位名叫柯南的男子為惨死父母报仇的传奇历险故事。电影由阿诺德·施瓦辛格领衔，其他主要演员包括詹姆斯·厄尔·琼斯、桑达·伯格曼、本·戴维森、卡珊德拉·嘉娃、格瑞·洛帕兹、岩松信、瓦莱丽·昆尼森、威廉·史密斯和马克斯·冯·西多。
将柯南拍成电影的想法早在1970年就已提出，执行制片人爱德华·R·普列斯曼和助理制片人爱德华·桑默一起于1975年开始了电影的制作。他们花了两年时间取得电影改编版权，然后找来施瓦辛格出演男主角，奥利弗·斯通起草剧本。由于缺乏足够资金，并且多个大型制片公司都拒绝投资，普列斯曼于1979年将项目卖给了迪诺·德·劳伦蒂斯。之后约翰·米利厄斯获选执导并改写斯通的剧本，最终的剧本中集合了霍华德在原著描绘的故事與及日本电影《怪谈》和《七武士》中的场景。
电影的在西班牙持续拍摄超过5个月，主要地点集中在马德里和阿尔梅里亚省周边。片场置景由罗恩·科布（Ron Cobb）根据欧洲黑暗时代文化和法兰克·法拉捷特有关柯南的绘画来设计。施瓦辛格亲自參與大部分特技表演，片中两把剑都是仿制品，每把耗费一万美元。影片拍摄完成后剪辑工作又花费了超过一年的时间，其中大量暴力镜头被剪。
《野蛮人柯南》在商业上获得成功，全球票房收入超过1亿美元。而對此電影的詮釋，卻有截然不同的意見，包括左翼分子在內的部分学者和评论家，将这部电影的主题解读为推动法西斯主义，其他則視之為鼓吹與法西斯主义相反的个人主义；对电影的批评也大多集中在法西斯主义角度上，评论家也批评了施瓦辛格的表現和片中的暴力镜头。虽然有许多争议，但电影很受年轻男性观众欢迎，也把施瓦辛格的声誉带到全球。之后本片多次发行家用媒体，其销售額截止2007年已突破3亿美元。1984年，本片的续集《毁灭者柯南》上映。

## 剧情
《野蛮人柯南》是部有关一位年轻野蛮人寻求为自己惨死父母报仇的电影，时代背景处于现代文明崛起前数千年的一个虚构野蛮年代:68。电影开场时转述了弗里德里希·尼采的名言：“那些没有杀死我们的将让我们更强大。接下来黑色背景幕后开始有旁白解说，表明电影讲述的是柯南起源的故事:14。一阵鼓点和号角声伴随着一把利剑的锻造:68，之后镜头转至一座山顶，铸剑师告诉他年幼的儿子柯南钢铁的神秘谜语，金属对他们辛梅里安人民:14, 20的重要性:16:92。接下来辛梅里安人的村庄被图尔萨·杜姆為首的一批武士大屠杀。柯南的父亲被狗活活咬死，他的剑被杜姆抢去並将柯南的母亲斩首。所有的孩童成为奴隶，柯南被链条锁在一个叫“疼痛之轮”的大磨上，连续多年推动这个巨大的磨石令他长出强健的肌肉，他被卖给了一位新主人训练成角斗士，经过多场胜利后，柯南终于被释放。重获自由的他因被几条野狗追逐而逃进一个古墓躲避。在古墓里他看到一位将军的遗体和宝剑，于是取了宝剑后重新上路。漫游世界的柯南遇上了一位年轻的女巫，并与她做爱来换取指引。然而中途女巫突然变成了一个魔鬼，柯南只能将其击退。柯南还在路上认识了苏伯泰，他是位神箭手，但也是个小偷:16-17:40。
根据女巫的建议，柯南与苏伯泰前往扎莫拉的沙迪扎尔寻找杜姆:47，他们遇到了一位叫瓦莱里娅的女强盗，三人潜入杜姆崇拜蛇类的邪教圣殿“蛇塔”中，偷走了宝石做成的巨大蛇眼和其它贵重物品，柯南和苏伯泰还与一条大蛇展开大战并将之杀死。带着战利品逃脱后，三人庆祝并全部醉倒。城市的警卫抓住了他们并带到国王奥斯瑞克眼前，国王要求他们前往救出他那加入了杜姆邪教的女儿，苏伯泰和瓦莱里娅不愿意蹚这趟浑水，而柯南则心中怀着对杜姆的血海深仇独自上路前往对方的庙宇:17。
伪装成一个牧师的柯南潜入了庙宇，但被发现及在抓获后受尽折磨。杜姆向他鼓吹自己强大的力量，并通过说服一个女孩自杀来进行演示，然后他下令将柯南钉到“灾祸之树”的十字架上。等到苏伯泰发现他时，柯南已经濒临死亡。苏伯泰把他带到柯南之前取得宝剑的古墓，那里住着一位巫师:17-18:50。巫师招唤鬼灵来治愈柯南:55，并警告两人将会为此“付出沉重的代价”，瓦莱里娅接受了这个条件。这些鬼灵还试图拐走柯南，但在瓦莱里娅和苏伯泰将其击退后柯南恢复了健康:17-18。这次，苏伯泰和瓦莱里娅同意了国王的要求并与柯南一起潜入杜姆的庙宇，由于邪教徒正沉溺于一场同类相食的狂欢中，三人发起进攻并带着公主逃离，但瓦莱里娅由于被杜姆击中而身受重伤，正像之前巫师预言的“惨重代价”一样，她死在了柯南的怀里并在古墓火化。柯南、苏伯泰和巫师于是准备向杜姆展开决战，他们利用诱捕战术和地形杀死了杜姆的卫兵，战斗中瓦莱里娅还以一位女武神的形象出现再一次拯救柯南的性命:92:18-19。柯南还找到了父亲的剑，只是剑身已经折断。失去卫兵保护的杜姆朝公主放出毒蛇攻击，被苏伯泰挡下后他逃出了古墓:19。
柯南偷偷回到庙宇，杜姆正站在楼梯顶部向众邪教成员演讲。看到柯南冲到跟前时杜姆试图催眠对方，但柯南成功抵御了催眠，并用自己父亲的剑砍下了敌人的头，然后柯南放火烧掉了庙宇:19，再将公主送回了国王的城堡。电影最后一个镜头显示他已经成了一位年老的国王，背景的解说则表示他是在另外一个故事中走上了王位:58。

## 角色

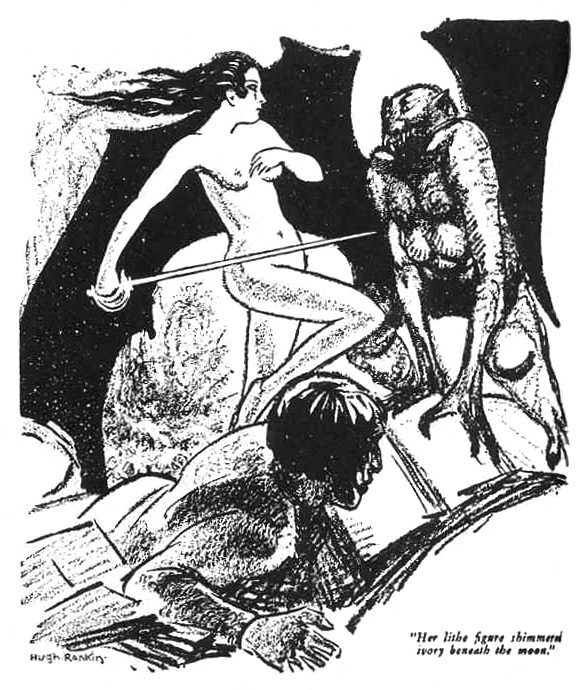
片中瓦莱里娅的死源于《幽岸女王》中的类似情节

柯南一角和电影描绘的世界一样，是根据罗伯特·欧文·霍华德于1930年代发表在《詭麗幻譚》的一系列短篇故事集改编。该作品很受读者欢迎，其中描述的柯南在神秘而残暴世界中的历险充满了血腥而残忍的屠杀，满足了读者成为一位“我行我素强大巨人”的幻想:28。从1960年代开始，柯南题材小说有了更广范围的读者，L·斯普拉格·德坎普（L. Sprague de Camp）和林·卡特（Lin Carter）依照霍华德风格编写的新故事也得到出版。法兰克·法拉捷特为这些小说创作的杂志封面将柯南塑造成一个“身穿毛皮，挥舞斧头砸碎他人头颅的阳刚野蛮人”。导演约翰·米利厄斯打算把柯南描写成“一位北欧的神话英雄”:116。丹尼·皮瑞（Danny Peary）形容柯南“肌肉发达、气势磅礴、头脑聪明，只是还有些矛盾和顾忌”。对霍华德及其作品进行研究的一位学者唐·赫隆（Don Herron）对此表示异议，指出柯南在电影中的个性与在文献中有很大的不同。书中柯南憎恨对其自由的限制，并以暴力的方式对抗奴役，而电影中他接受了自己的命运并在之后获得释放:177。罗伯特在《美国幻想》上发表的评论文章认为，“这个柯南和霍华德的相比，力气小一些，说话少一些，受过的教育也少一些”:14。
女主角瓦莱里娅来源于霍华德创作柯南故事中的两位女强人形象:125, 173，她的名字与《红指甲》（Red Nails）中柯南的同伴相同，而命运和个性则是基于《幽岸女王》（Queen of the Black Coast）中的海盗女王贝丽特:37。据古典语言文学助理教授克丽斯蒂娜·帕斯曼（Kristina Passman）所说，这部电影中的瓦莱里娅是一个亚马逊“好”人的完美原型，一个电影上既凶狠又驯服的女勇士:90, 93:36。电影学者瑞克·舒巴特（Rikke Schubart）则认为，瓦莱里娅之所以是一个“好”亚马逊人是因为她被爱所驯服，而不是因为任何的利他主义倾向:232。瓦莱里娅在战斗中的实力与柯南相匹配，并且从电影的描绘来看她也在行为和地位上也与柯南平等。她对柯南表现出的忠诚和爱意让她对柯南来说不仅是一位亲爱的同伴:91-93，她代表着他拥有“人类幸福的可能性”:104。她为了柯南而牺牲自己，并且死后短暂回归来再次挽救柯南性命的行为都呈现出英勇的特质，表明自我牺牲的英雄气概带来了“不朽的名声”:91-93。最后上映的电影中没有说出过瓦莱里娅的名字，之前唯一一个她在自我介绍时说出名字的镜头被剪去了:105。
柯南的另一位同伴苏伯泰与霍华德创作的任何一个角色都没有关系，这是米利厄斯根据成吉思汗手下大将速不台而设立的:33。据电影评论家罗杰·艾伯特所说，该角色符合“最好的朋友这一经典文学类型”。他帮助柯南杀死了一条巨蛇，并把他从所钉的十字架上解救下来，这位小偷还在瓦莱里娅火化时为自己的同伴哭泣：“他是柯南，一位辛梅里安人。他不会哭，所以我帮他哭”:17-19。
柯南的敌人图尔萨·杜姆是霍华德所创作两个角色的融合。他的名字来源于《亚特兰蒂斯的库尔》中的恶魔，性格上则与《剑上的凤凰》（The Phoenix on the Sword）中柯南的敌人托特·阿蒙类似:116。电影中的这个角色让评论家想起了吉姆·琼斯，此人是邪教人民圣殿教的创始人和领袖，于1978年11月18日命令共计900多名信徒一起集体自杀。米利厄斯表示自己对古时阿萨辛派等暗杀组织的研究正是电影中邪教的灵感来源:177-178。

## 制作
从1970年代开始，版权问题一直阻挠着将柯南的故事拍成电影的进程。1966年收购了柯南版权的兰瑟丛书出版社:31进入破产接管状态，对于版权处理问题产生的法律纠纷最终导致法院下令将之冻结:31:60-61。1975年，助理制片人爱德华·桑默向执行制片人爱德华·R·普列斯曼建议将柯南作为一个潜在项目，后者在看过法拉捷特的画作后接受了这个建议:98-100，不过接下来花了他们两年的时间才获得了电影改编的版权:31。在普列斯曼的帮助下，法律诉讼主要的两方——格伦·洛德（Glenn Lord）和德坎普——组成公司共同拥有所有与柯南相关的版权。普列斯曼获得了柯南的电影版权作为回报:100-101，他为这场官司一共付出了超过10万美元的律师费用，而电影版权又再花掉了他7500美元:72。
1977年乔治·卢卡斯的《星球大战》获得很大成功，增强了好莱坞制作有关“英雄在超自然土地上冒险寓言故事”的兴趣。电影界也注意到了柯南在美国年轻男性中的高人气，以及带有法拉捷特画作的重印小说和漫威漫画改编作品的畅销:62。1978年完成《伟大的星期三》的拍摄后，约翰·米利厄斯首次表达了执导一部有关柯南电影的愿望。据多次与米利厄斯合作的制片人巴兹·费桑斯（Buzz Feitshans）所说:25，米利厄斯与他曾联系普列斯曼，但由于在多个议题上无法达成一致因而只好作罢:25。

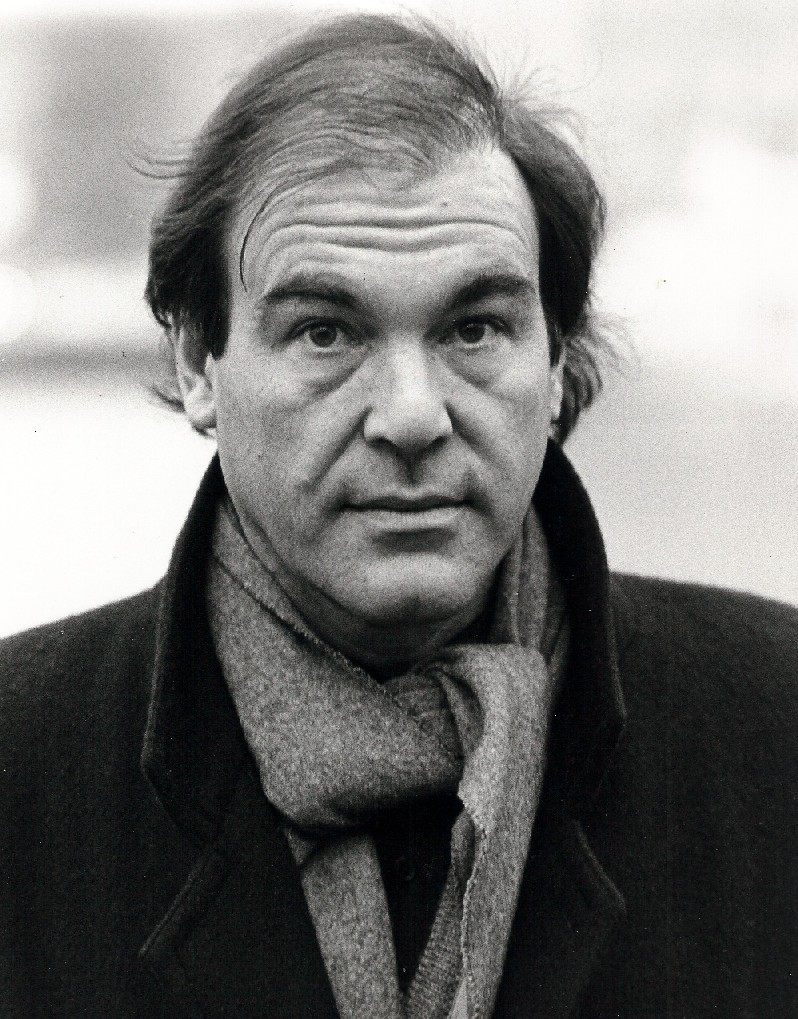
奥利弗·斯通（1987年照片）以一位“知名编剧”的身份加入了这个项目

派拉蒙电影公司同意为影片投入250万美元的初始预算，但要求一定要有一位“知名编剧”加入，于是制片人请来了奥利弗·斯通:32。然后普列斯曼联系了弗兰克·法拉捷特想请他来担任电影的“视觉顾问”，但双方未能达成一致:30。制片人于是转而联系了刚刚完成科幻恐怖片《异形》布景设计的罗恩·科布（Ron Cobb）:65，科布为普列斯曼绘制了一系列的设计图稿，之后他去参加了米利厄斯的另一个项目:26。
斯通完成的剧本估计需要4000万美元的成本才能拍出来，普列斯曼、桑默和斯通都无法找到愿意付出这么一大笔资金的公司来接拍:32，普列斯曼的制片公司当时还面临财政困难，为维持运转已经在从银行贷款:74。项目的另一个严重问题则是没找到一个合适的导演，当时的斯通在导演方面还毫无名气，所以有考虑让他和曾在《大白鲨2》中出任第二组导演的乔·阿尔夫斯（Joe Alves）共同执导。但普列斯曼对此坚决不同意，觉得“这主意简直是疯了，他们才拍不出什么好东西来呢”:99。斯通还说自己曾联系刚刚完成《异形》的雷德利·斯科特来导演，但对方拒绝了:18。
科布给米利厄斯看了斯通的剧本和自己为“柯南”所做的设计，据他所说，这重新燃起了米利厄斯的兴趣。这位导演联系了普列斯曼:26，双方达成协议：米利厄斯如果可以修改剧本就会执导这部电影:20。米利厄斯曾是《肮脏的哈里》（Dirty Harry）及其续集《紧急搜捕令》（Magnum Force）的编剧，并以其中十足的雄性气概成名:50:21。但是，他当时还与一位幻想片领域很有影响力的制片人迪诺·德·劳伦蒂斯签有拍摄下一部电影的合约:25，所以他提出将项目带到劳伦蒂斯的公司:25。经过了一年的谈判，普列斯曼和劳伦蒂斯同意合作:72，劳伦蒂斯接手制作并负责投资，而普列斯曼放弃所有相关版权，不过他保留了对剧本、演员和导演更改的审核权:72。劳伦蒂斯将项目交给了费特尚斯和自己的女儿拉菲拉:31。1979年初，米利厄斯正式确定为导演，科布成为艺术指导:53。劳伦蒂斯说服环球影业负责电影在美国的发行:103，公司也贡献了1750万美元的制作预算，并另外准备了1200万美元来进行广告宣传:45。

### 演员

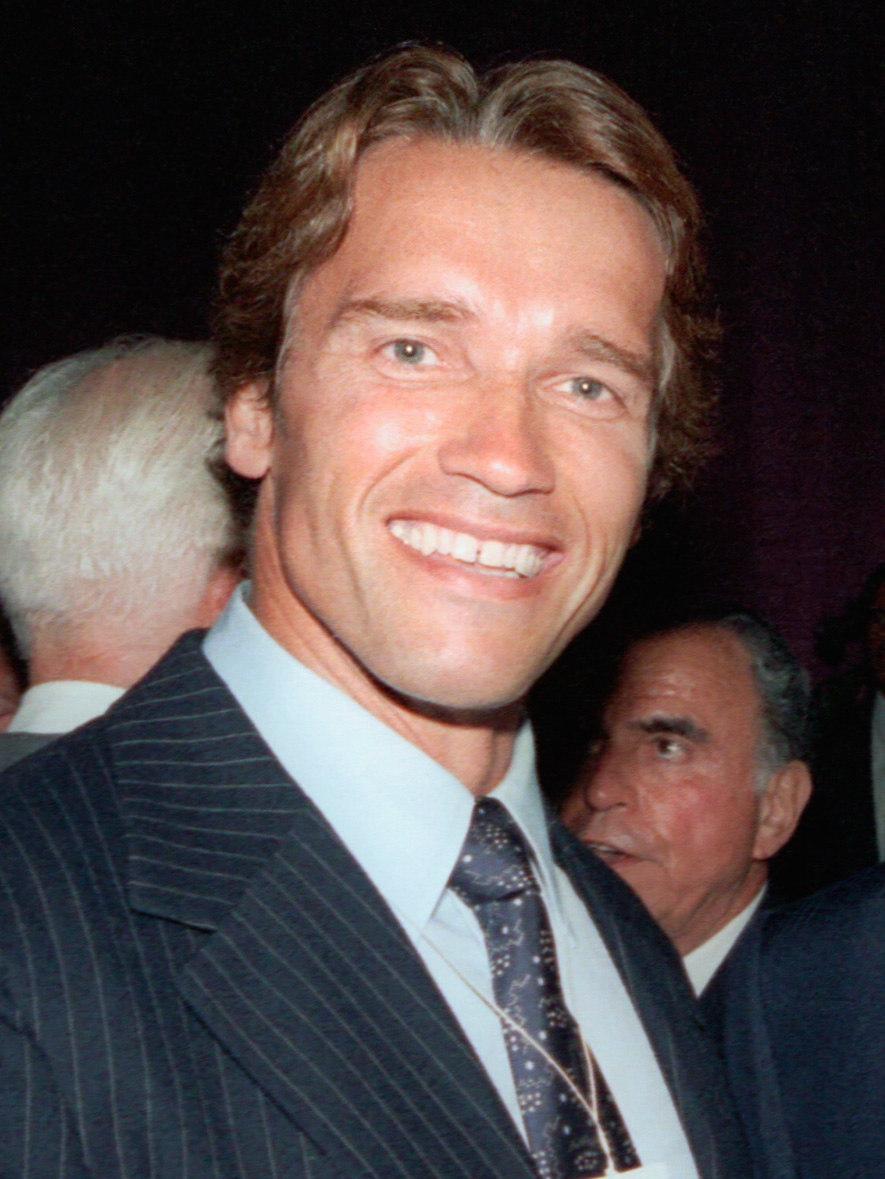
普列斯曼和他的同事认为阿诺德·施瓦辛格（1984年的照片）就是柯南的化身

努力争取电影版权的同时，普列斯曼和桑默也在考虑主角人选。桑默表示他们曾考虑过查尔斯·布朗森、西尔维斯特·史泰龙和威廉·史密斯（William Smith），这三位演员都以扮演“硬汉”闻名:100。不过到了1976年，两位制片人看到了一部粗略剪辑过的健美题材文献纪录片《施瓦辛格健美之路》（Pumping Iron），一致同意阿诺德·施瓦辛格是出演柯南的完美人选:101。据施瓦辛格所说，普列斯曼的“低调”方针和“强大的内在力量”说服了自己加盟这部电影:63。《神奇电影》（Cinefantastique）杂志的保罗·赛门（Paul Sammon）认为这位前健美冠军简直就是“法拉捷特平装书插画的活化身”:30。施瓦辛格签订了25万美元的聘用协议:101，其中的条款规定他不能出演其他的剑与魔法题材电影:26。施瓦辛格认为，《野蛮人柯南》是他得以在娱乐业安身立命的一个最为重大的机遇:63, 66。他也說，身為健美冠軍，當時的影壇實在找不出和他體型相近的替身，所以所有的特寫鏡頭，包含具危險性的騎馬砍殺等，都必須由他本人親自演出，無從假借。
由于有普列斯曼的高度信任，施瓦辛格的出演即使在电影版权出售给劳伦蒂斯之后也得以保留:72。米利厄斯希望男主角还可以有一个更为运动员型的外形，所以施瓦辛格在电影开拍前又接受了18个月的训练，除了平时也会进行的跑步和举重外，他的日常训练项目还包括爬绳、骑马和游泳，体重也从110公斤减至95公斤:23-24。片中还有另外两个主要角色也是由新人演员出演的，格瑞·洛帕兹是一位冲浪冠军，他之前仅有的表演经历是在米利厄斯导演的《伟大的星期三》（Big Wednesday）中以自己的真实身份出镜:37。电影开拍前施瓦辛格在洛帕兹的家中住了超过一个月，以便两人可以预先进行排练，并建立起一种默契。桑达·伯格曼是一位舞蹈演员，之前只在几部电影中有少许出场镜头，其中一部《爵士春秋》的导演鲍勃·福斯向米利厄斯推荐了她:24。
导演表示选择这些演员是因为他们的形象和气质与角色相符，他希望所有的演员不要将任何先入为主的想法带入到角色中:178。虽然米利厄斯在看到几位新人演员的一些工作表现后心中有所保留，但他还是选择信任大家将会努力改善来做到最好。施瓦辛格曾于1980年在好莱坞多位影星的语音教练罗伯特·艾斯顿手下学习了数周来改善自己的口音:107。他在电影中的第一句台词是复述蒙古帝国成吉思汗所描述的人生乐事，其内容为“人生最大的乐趣就是让你的敌人俯首称臣，追得他们四处逃窜，抢夺他们的财富，骑他们的马，让他们沐浴在自己的眼泪中看着你把他们的妻子和女儿抱到怀里。”而施瓦辛格说出的台词由于带有浓烈的奥地利口音而饱受讥讽:68:107:26。随后，施瓦辛格又在米利厄斯的要求下展开了密集的语音训练，每一段较长的台词都会先行排练至少40次:26。洛帕兹的台词也是一个问题：虽然导演对他的工作总体还算满意，但在最终上映的电影中其台词都是另外请人来配音的。有知情人表示这是因为洛帕兹没能保持“其嗓音中的某些特征”:62。
剧组曾考虑请肖恩·康纳利和约翰·休斯顿来出演其他角色:37:66，据导演所说，之所以请来詹姆斯·厄尔·琼斯和马克斯·冯·西多，是希望他们能够启发施瓦辛格、伯格曼和洛帕兹:178。琼斯当时已经是一位多次获奖的演员，而冯·西多则是一位拥有国际性声誉的瑞典演员。琼斯当时正在考虑申请在一部即将发行电影中出演一个名为格伦戴尔的角色，但得知这是部动画片后，他阅读了《野蛮人柯南》的剧本并接受了图尔萨·杜姆一角:20。电影开拍后，琼斯还在一部百老汇舞台剧演出，为此他与剧组就拍摄计划作出了协调，以免影响两边的工作:19。琼斯对施瓦辛格的表演也很有兴趣，经常对其台词表述方面加以引导:26。
米利厄斯还根据演出经验选择了日本演员岩松信来出演本片:178，这位演员出演过多部电影和舞台剧，并曾获得过奥斯卡金像奖和托尼奖的提名。本片中他扮演了一位巫师，并负责电影的开场解说:14。威廉·史密斯虽然没能扮演主角，但还是饰演了主角的父亲:37。杜姆的两位副手分别由丹麦健美运动员、空手道大师史文-欧尔·托尔森（Sven-Ole Thorsen）和奥克兰突袭者队前美式橄榄球运动员本·戴维森（Ben Davidson）出演:24。卡珊德拉·嘉娃则扮演了一位女巫。导演在西班牙一共动用了超过1500名群众演员参加演出:50。此外还请来了几位欧洲电影界的专业演员，瓦莱丽·昆尼森饰演国王奥斯瑞克的女儿，乔治·桑兹则出演9岁时的柯南:42。

### 剧本编写
柯南电影的剧本编写工作开始于1976年，桑默在罗伊·托马斯（Roy Thomas）的帮助下构想了一个剧本:32，他是一位漫画小说作家，并且为漫威漫画创作了多年的柯南历险故事，是该角色的一位专家:62。两人的这个故事很大程度上是改编自柯南小说原作者霍华德的一个短篇故事，其中柯南将受到一位“狡猾教士（的指引）前去杀死一个邪恶的巫师”。不过当奥利弗·斯通加入后，这个想法就搁置了:115。斯通当时正经历一段服用可卡因和镇静剂上瘾的时期，所以他的剧本也就是在这些毒品和药物的影响下写出来的:126，导演形容这个剧本是一个“药物中毒疯疯癫癫的梦”，不过其中还是有不少灵感:102。据施瓦辛格所说，斯通于1978年初完成了一稿剧本:26。其中灵感来源于霍华德的《黑色巨人》（Black Colossus）和《一个巫师的诞生》（A Witch Shall be Born），这个故事有4个小时长:115-116，其背景并非久远的过去，而是有浓烈末日幻想风格的未来，柯南将带领一支军队与一万只变异生物展开一场大战:50。

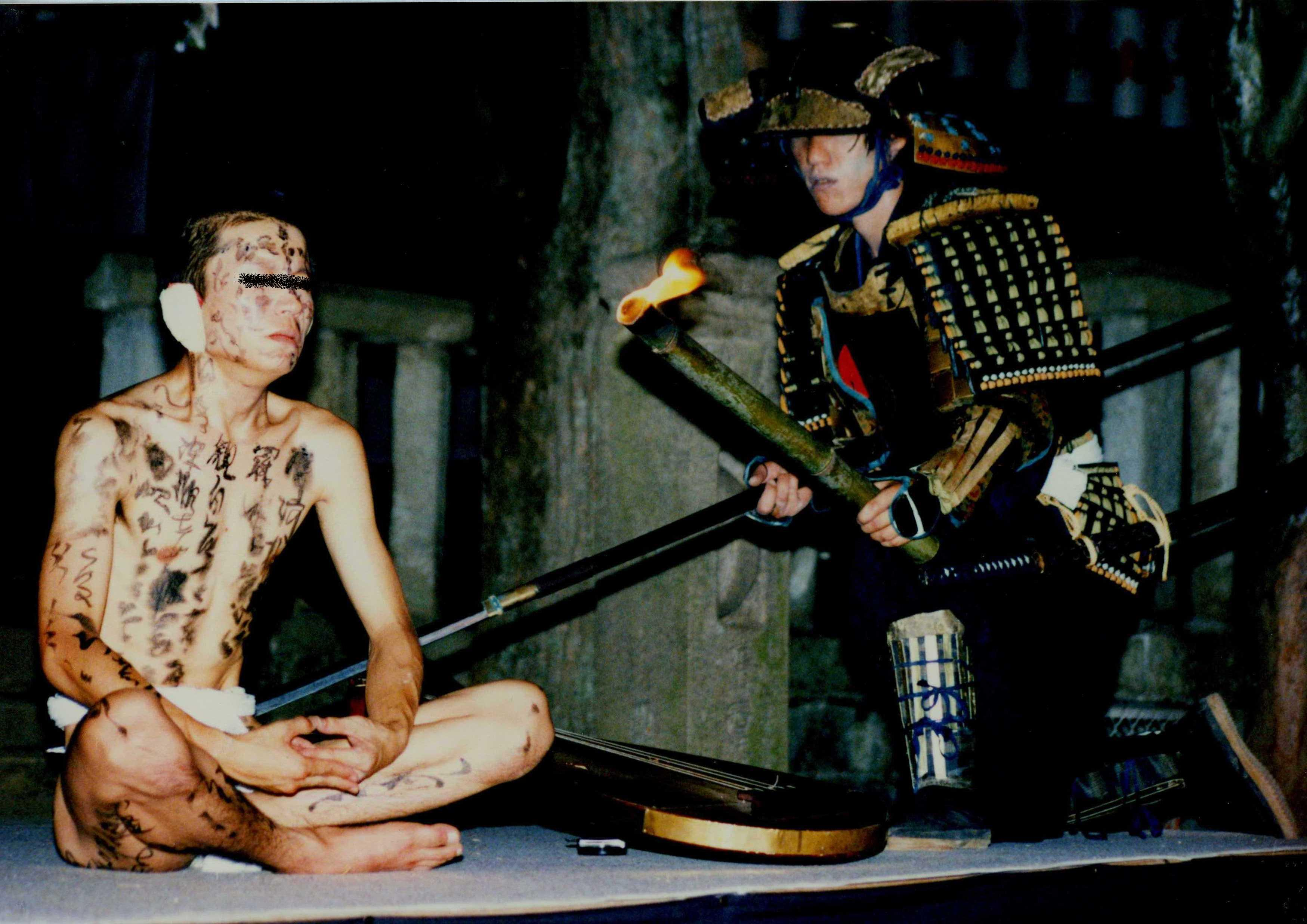
在柯南身上画符来对抗鬼魂的构思来源于日本故事《无耳芳一》

米利厄斯获得导演一职后，他亲自编写了剧本:51。斯通表示虽然在编剧名单上有他的名字，但米利厄斯并未将自己任何建议加入最终剧本中:19。米利厄斯完全丢弃了斯通所写故事的后半截:101，保留了前半截的部分内容，如柯南被钉上十字架的磨难，以及攀爬蛇塔的部分，这两个部分又分别是来源于《一个巫师的诞生》和《象塔》（The Tower of the Elephant）:22。米利厄斯所做出的一项更改是增加了斯通对柯南少年时期的描写，包括村庄的被袭，野蛮的奴役以及成为角斗士的训练等:21。他还借鉴了其他电影中的构思，如小林正树执导的日本电影《怪谈》中讲述的一个灵异故事《无耳芳一》，这个故事让导演有了在柯南身上画上神符来对抗邪灵的灵感:55；又如黑泽明的《七武士》也给予他拍摄片末大战的思路:28。他还在片中加入了霍华德以后的其他作家所创作的柯南故事内容，如主角在最初的流浪过程中发现一个放有宝剑的古墓就是来自《墓穴里的东西》（The Thing in the Crypt）:116。据《综艺》杂志电影评论家德瑞克·艾利（Derek Elley）称，米利厄斯的剧本在霍华德对柯南的理念上是忠实的。

### 拍摄
1980年10月，电影在英格兰的舒梨郡开拍，施瓦辛格打扮成一副年老国王的模样，阅读霍华德所写的一段用来介绍这个故事的文章片断。这一段原本打算用来作预告片，但之后导演决定将其作为电影开场:40。据科布所说，环球影业和劳伦蒂斯对施瓦辛格的口音很不放心，于是米利厄斯作出让步，将这一段放到了片尾:58。
原定影片的主体拍摄工作将在南斯拉夫进行，但由于1980年5月4日该国领导人约瑟普·布罗兹·铁托去世，导致剧组对该国的稳定程度有所担忧，并且南斯拉夫电影业在大型电影制作上也缺乏足够的设备和经验，所以制片人选择转战西班牙，这样不仅成本更低，而且也能更方便地获得所需要的资源。不过重新选址到搬迁完成也花了好几个月的时间:38，所有剧组人员和设备于9月到齐:32，电影于1981年1月7日正式开拍:53。在西班牙的整个拍摄过程一共动用了1100万美元资金，其中约300万美元用来建造49处置景:56。雇佣的建筑工人从50人一度增加到了200人，还聘请了来自英格兰、意大利和西班牙的艺术家:67。
剧组租用了距马德里市约32公里的一个大型仓库作为制作总部:38，电影中圣殿、蛇塔的内部装饰也是在这里搭建并拍摄的:22，另外还租下了一个较小的仓库拍摄其它内景:42。蛇塔内的其它内部置景是在托雷洪空军基地（Torrejón Air Base）的一个废弃机库搭建的:50，这里还建了一个高达12米的塔，来拍摄片中柯南与同伴爬上蛇塔的镜头:50。

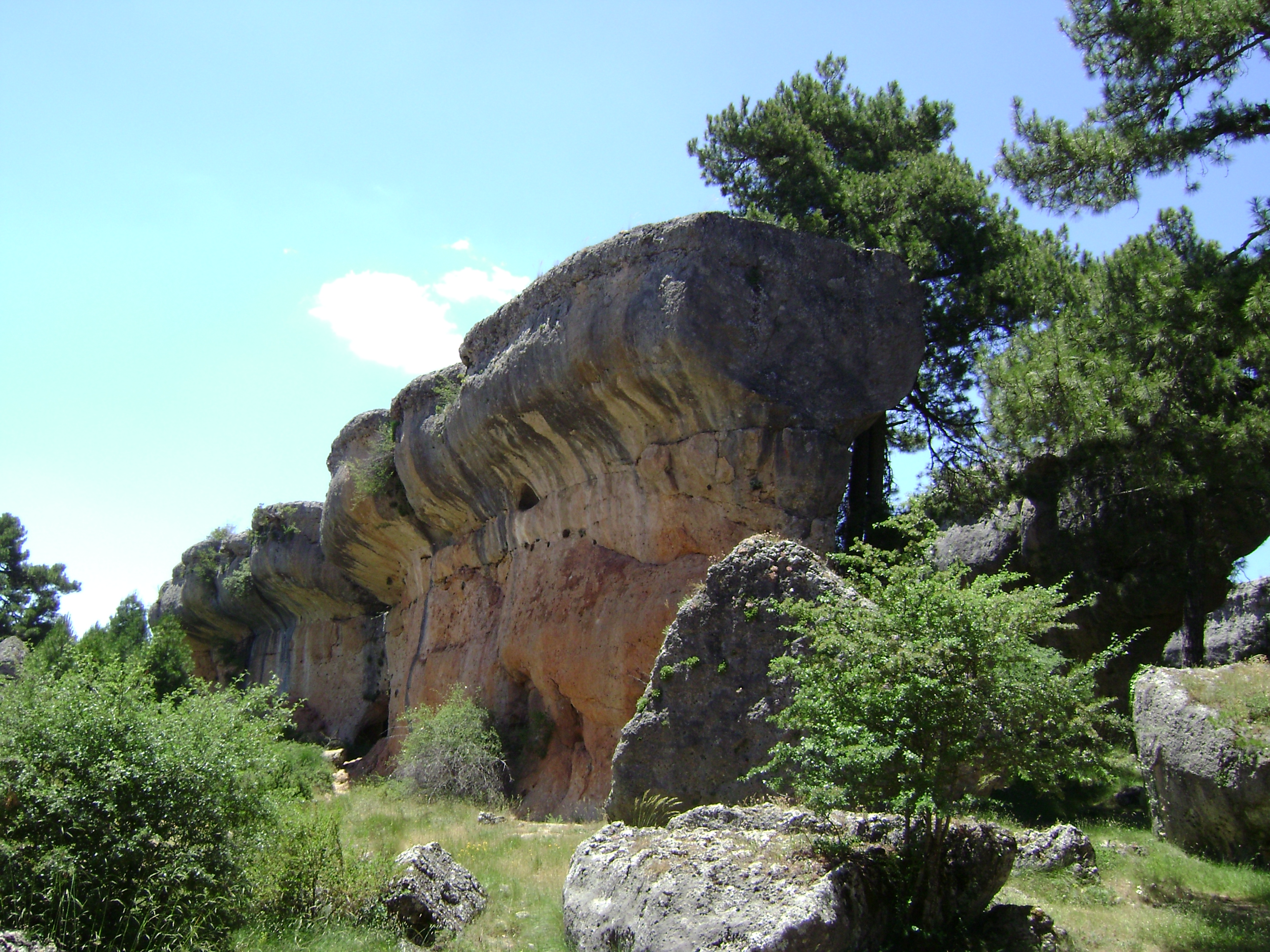
剧组在恩坎塔达城岩层区拍摄了柯南遇上女巫和苏伯泰的镜头

剧组在马德里附近的乡村拍摄了几处外景:42，片中辛梅里安人的村庄是在塞哥维亚南部一个滑雪胜地附近的树林里搭建的，地上散落了价值约100万比塞塔（合12084美元）的大理石碎屑来模拟大雪。柯南遇上女巫和苏伯泰的镜头是在昆卡省的恩坎塔达城（Ciudad Encantada，意译为“魔城”）岩层区取景:47，其它的大部分外景则是在阿尔梅里亚省拍摄的:42，这里的半干旱气候和各种各样的地形（沙漠、海滩、山峰），加上古罗马和摩尔式的教筑风格，可以满足多种类型电影的取景需要。
柯南被钉上十字架的镜头于1981年3月在阿尔梅里亚省东南海岸的沙丘上拍摄。灾祸之树则是先用木材和钢材制出骨架，外面再加上石膏和保丽龙。之后这棵“树”被安装到转盘上，可以进行旋转，以确保在三天的拍摄过程中其阴影的角度能够保持一致。施瓦辛格则坐在装在树上的一个自行车座椅上，手腕和脚上贴有假钉子:51。瓦莱里娅和苏伯泰击退邪灵挽救柯南以及片末和杜姆卫兵的战斗是在阿尔梅里亚省的盐沼地拍摄的。剧组还在这里竖立起“巨石阵般的遗址”，加上沙子堆积起高达9米的山丘:71。对当地景观的这些改变引来了环境保护主义者的抗议，因此剧组承诺会在拍摄完成后将一切恢复原状。

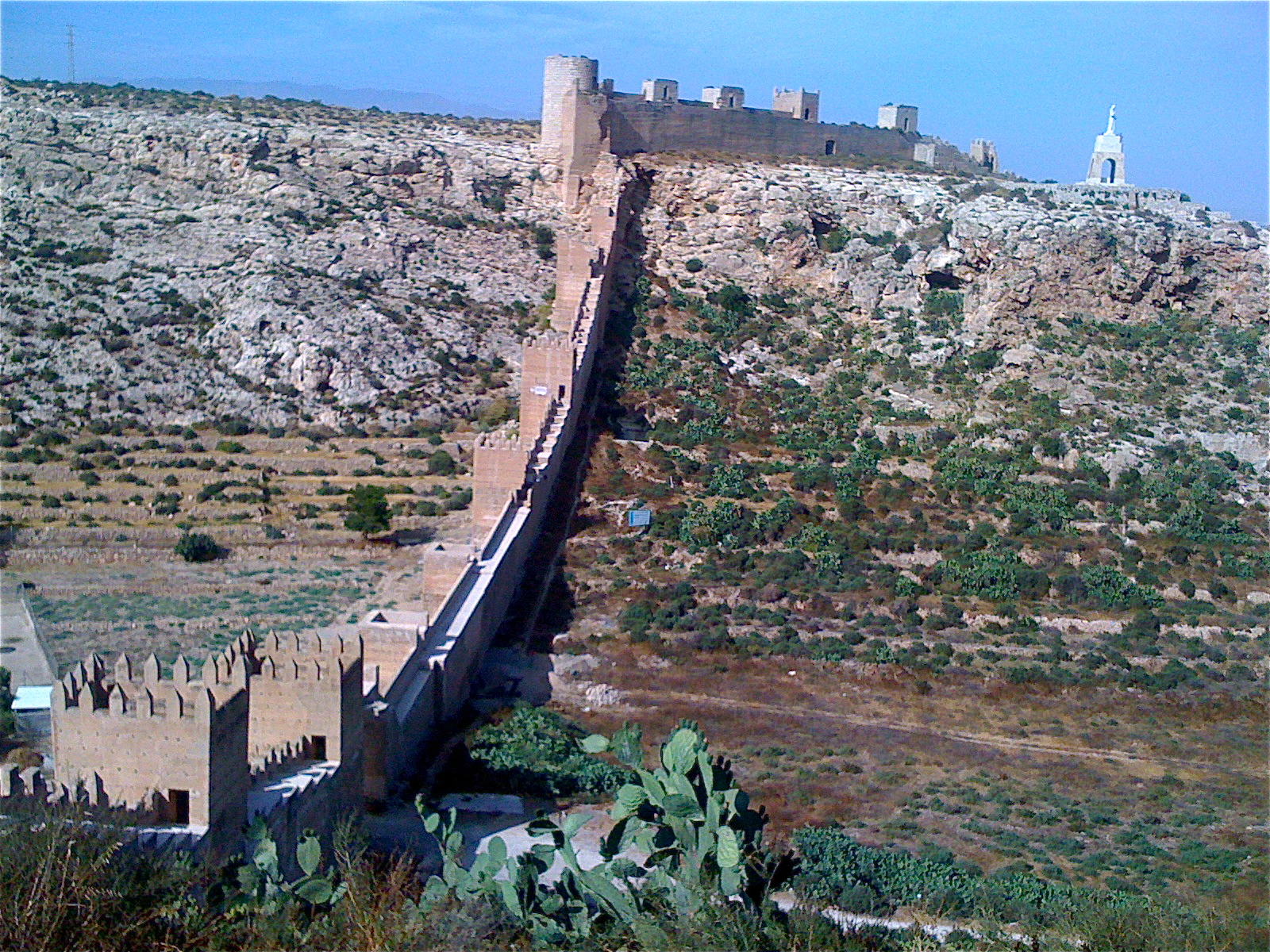
阿尔梅利亚城堡的城墙是片中一个集市的拍摄场地

片中的庙宇建在阿尔梅里亚市以西12公里外的一座山上，长50米，高22米，也是最为昂贵的一处置景，耗资35万美元，使用了各种木材、油漆和数吨混凝土，楼梯共有120级:53-54。米利厄斯和剧组还在一些历史遗迹进行了拍摄，如片中的集市是在摩尔式的阿尔梅利亚城堡城墙处取景:47, 69，他们还把位于当地沙漠中一处十余年前电影用过的置景翻新后作为一个古城来进行拍摄:47。
由于建造一个大型的外景较为昂贵:70-71，而且米利厄斯也不怎么信赖光学效应合成和绘景，因此剧组采用了微缩模型效果技术来达成片中几处规模宏伟的镜头。建筑的比例模型由西班牙内部装饰设计师艾米里奥·鲁兹·德尔·里奥（Emilio Ruiz del Río）建造，拍摄时与镜头的距离非常近，以令其看起来大上数倍:47-48。鲁兹一共制作了8个主要的微缩模型:31，其中包括一个1.2米高的宫殿和一个11平方米的城市模型:50。

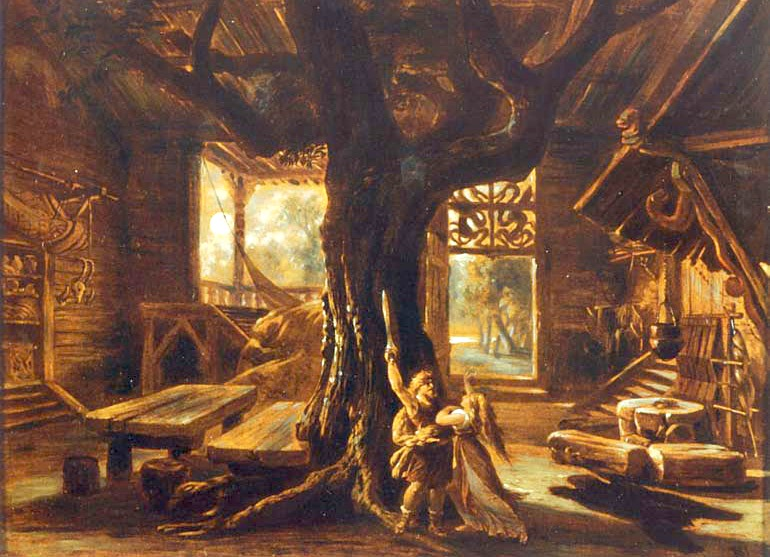
一位学者评论认为片中的灾祸之树与理查德·瓦格纳的歌剧《女武神》中的一件道具类似

科布身为本片艺术指导的核心理念是“撤消历史”，“去创造（他们）自己的神奇历史”，同时又保持一个“现实的历史原貌”:104。为了避开曾在1960年代剑与檀香电影中大量使用的希腊和罗马风格图像:53，他将黑暗时代的蒙古帝国和维京人等多个文化加以融合，变成一个新的世界。他也在几个地方向法拉捷特绘制的柯画图像表达了敬意，如邪教狂欢时“用铁链锁在柱子上的半裸女孩和她脚下正在咆哮的豹子”:108。英国公开大学讲师，BBC广播电台播音员大卫·哈克维尔认为片中灾祸之树和服装的设计与理查德·瓦格纳1876年在拜罗伊特节日剧院上演的歌剧《尼伯龙根的指环》中的道具非常类似。整部电影的主体拍摄工作于1981年5月中旬完成:37，剧组在所有镜头都拍完后烧掉了包括村落和庙宇在内的大部分搭建场地:178:54。

#### 特技与剑
《野蛮人柯南》中的多处动画场面是用一种迷你电子摄像机来拍摄的，该摄像机可以安装在电动轻型吊机上并进行远程控制，是特技效果监制尼克·艾尔德（Nick Allder）在拍摄1981年上映的电影《屠龙记》（Dragonslayer）时所设计:59。片中的特技由特瑞·莱纳德（Terry Leonard）进行协调，他曾参与包括史蒂文·斯皮尔伯格的《夺宝奇兵》在内多部电影的制作:26, 37-38。莱纳德表示施瓦辛格、伯格曼和洛帕兹亲自表演了自己的大多数特技镜头，包括打斗的部分:56。
三位演员于电影开拍前接受了格斗技能训练，从1980年8月起:38，他们受到了空手道黑带和剑术大师山崎清（Kiyoshi Yamazaki）的辅导:20，这些训练也让他们看上去似乎的确精通剑术:20, 22, 24, 90，每一个攻防动作都练习了至少15遍:24。山崎在片中客串出演了柯南的一位导师，并对莱纳德编排的斗剑戏段给出了建议:38。
负责制作道具的蒂姆·哈奇斯奥森与铸剑师乔迪·桑森（Jody Samson）一起制作导演认为必要的坚固武器:35，其中柯南所使用的两把剑特别受到关注，一把是他父亲的“大师之剑”，另一把是在古墓中找到的“亚特兰蒂斯之剑”，两者都是根据科布的图纸制作的，剑身由手工研磨的碳钢再经热处理，不过剑锋没有磨利:35, 39。金属剑柄则经雕刻和失蜡法处理，并通过电火花加工在刀片上加入铭文:39。哈奇斯奥森与桑森一共制作了4把大师之剑和4把亚特兰蒂斯之剑，平均每把耗资1万美元:35，之后亚特兰蒂斯之剑的复制品送给了剧组成员:35。
哈奇斯奥森与桑森都认为这些武器过于沉重且不平衡，因此不适合实战:35。于是剧组还在马德里制作了使用铝、玻璃纤维和钢制成的较轻便的剑，拍摄打斗场面时所使用的就是这些重1.4公斤的剑:105:35。据施瓦辛格所说，那些重剑是用来拍特写镜头的:31。电影中使用的其它武器都没有这样精心制作，如弗莱里娅的武器就是拿块铝板研磨成的:35-36。
打斗场面中四下溅落的大量血液来自绑在演员身上的假血袋，并将从屠宰场收集来的动物血液倒在地板上营造出大滩血迹的效果:56, 60。片中大部分需要杀死一方的戏段使用的都是玻璃纤维制成的假剑:23，这些剑由艾尔德设计，其剑刃可以收回，剑尖还可以喷出血液:56。虽然与金属武器相比这些剑要安全得多，但仍然有一定的危险性：在一场打斗戏的拍摄过程中，一位群众演员由于没有遵照安排行动，导致伯格曼的一个手指被切开:23。
没有涉及到武器的特技镜头拍摄也发生过意外，一位骑马疾驰的特技演员一头撞到了摄影机上:60，施瓦辛格也遭到一条受过驯的狗攻击:32。对动物的利用也引起了争议，美国人道协会（American Humane Association）就将本片列入其“无法接受名单”。该协会所列出的越轨行为包括用脚踢狗，将马绊倒等。

#### 机械效果

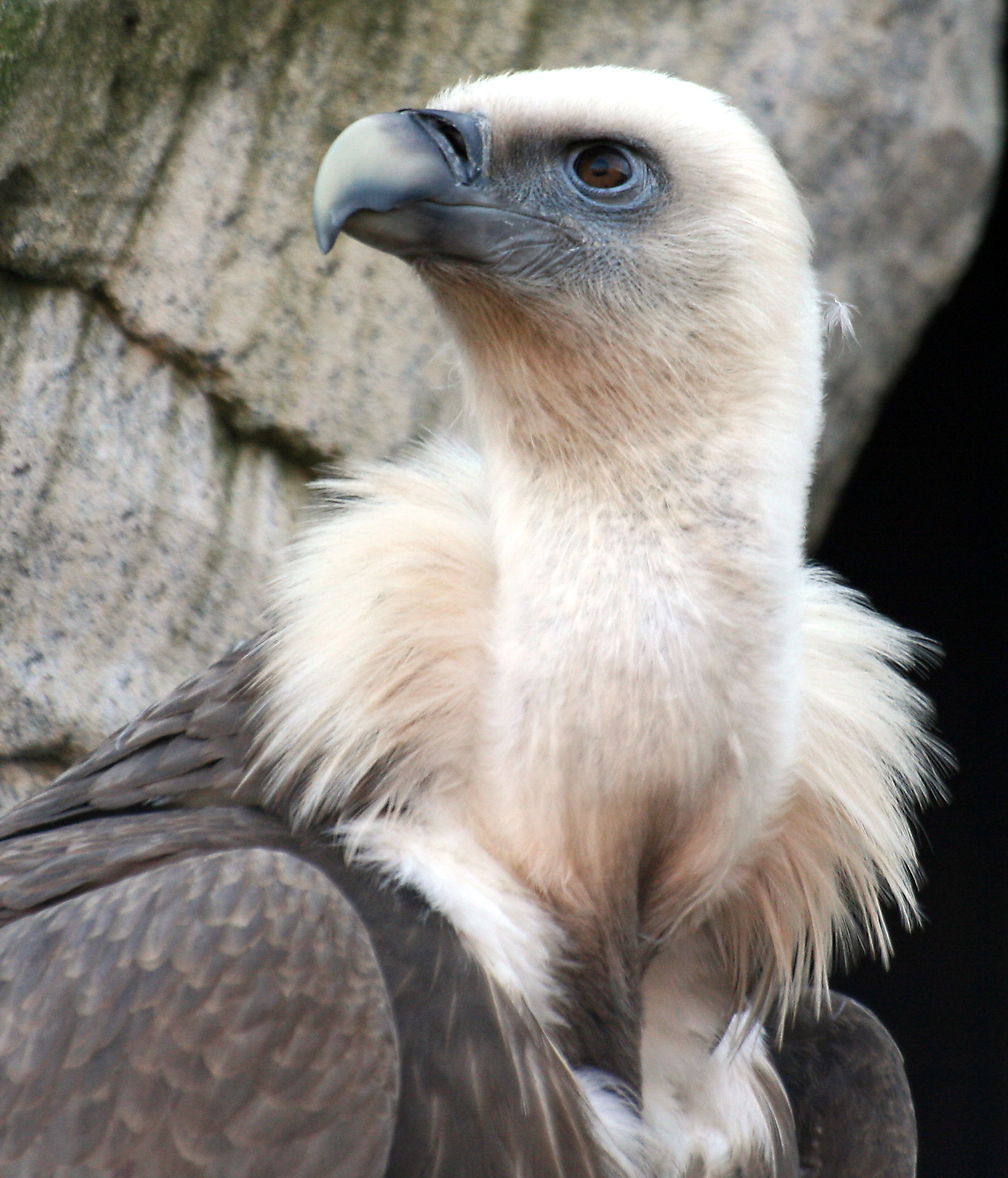
施瓦辛格咬穿一只鸟脖子的镜头是利用一只已经死去秃鹫的部分尸体结合一个模型来拍摄的

片中所需用到的假人和其它各类尸体部分是由特效化妆监制卡罗·德·马奇斯（Carlo De Marchis）和曾任杜莎夫人蜡像馆工作室负责人的科林·亚瑟（Colin Arthur）来制作的:47:24, 31。假人主要用于充实人群或是作为死尸:56，其他的身体部分则用于拍摄战斗后的景象或是片中邪教同类相食的狂欢:24。在图尔萨·杜姆的斩首镜头中，施瓦辛格砍的是一个假人，然后拉住一条隐蔽的链子，假人的头部就会分离脱落:62。而柯南母亲的斩首镜头则要复杂一些：首先用一个有机玻璃制成的挡箭牌档住琼斯砍向女演员的剑，然后将一个假的头颅抛进下移的镜头范围内，之后的特写镜头则使用了更逼真的假人头，这个人头可以喷出血液，而且还可以通过覆盖在雪下的线缆进行控制，让其眼、嘴和舌头能够活动:42, 45。
艾尔德耗费2万美元制作了一条11米长的机械蛇，用来拍摄蛇塔内的大战。蛇身内径为0.76米，蛇头长0.76米，宽0.61米；骨架是用与飞机框架材料相同的杜拉铝制作，蛇皮则是硫化发泡橡胶。整条蛇通过钢缆和液压控制，可以施加3.5至9吨的力道。同时还制作了另外两条尺寸相同的蛇，一条用于拍摄固定镜头，另一条则被施瓦辛格斩首:46。为了拍摄灾祸之树的镜头，剧组抓来活的秃鹫并拴在树枝上，还制作了一只假鸟让施瓦辛格咬穿。假鸟的翅膀和羽毛来自一只死去的秃鹫，并且通过布在假树内部的线路进行控制:51, 55。
据桑默所说，“电影中最出色的特效是图尔萨·杜姆在银幕上变成一条巨蛇”:56。这其中使用到的包括假的身体部分、真蛇和假蛇、微缩模型等。具体来说，首先拍好琼斯的镜头，然后用一个带有橡胶面具、可折叠的透明骨架将人物替换，其后方是一个蛇头形状的木偶，这样可以制造出一种杜姆的面部骨骼发生变化的假象。然后再用一条1.8米长的机械蛇取代头部，再在其移动时由一位剧组人员踩下一个踏板，把之前的透明骨架折叠起来。最后，再将一条真蛇放在微缩模型中进行拍摄:57, 59。

#### 光学效果

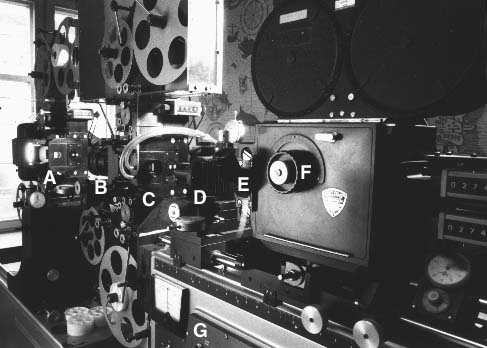
视觉概念工程特效公司的特效合成是通过一台双头光学打印机来完成的

《野蛮人柯南》中还有少数光学效果的合成特技镜头。米利厄斯自称对幻想元素存在一种矛盾的心态，他更偏向于通过一个人自己的努力，并且不依赖什么超自然的技术来实现目标，还表示自己在特效方面会听从科布和其他剧组人员的建议:36。1981年10月，剧组委聘了彼得·库兰的视觉概念工程特效公司来负责后期制作中的光学效果。该公司之前的作品包括《夺宝奇兵》和《屠龙记》等。他们的主要任务是为蛇加上闪亮的眼睛，并为瓦莱里娅的鬼魂加上女武神的铠甲:55, 63。不过，并非所有该公司的作品最终都获得了认可，如瓦莱里娅的火葬镜头，公司经过处理令火焰显得更大，但之后回退到了最初的效果:60。
片中瓦莱里娅和苏伯泰击退邪灵挽救柯南的镜头中那些“沸腾的云”是由乔治·卢卡斯的工业光魔公司制作的，视觉概念工程则负责制作其中的邪灵。他们起初打算利用悬挂起来的一大桶乳状粘稠溶液来达成目标，但制片人拒绝了这个方案，他认为这与《夺宝奇兵》中的一个镜头过于类似，于是视觉概念工程转为使用动画技术来完成。首先他们在胶片上绘出邪灵形态肌肉发达的武士，再用触点打印机将图像打印出来，然后加上镜头耀斑令邪灵仿佛真是从实际镜头中拍摄出来的一样。最后再将真人演出和特技制作的片段通过一台双头光学打印机进行合成:55, 63。

### 音乐
米利厄斯请他的朋友巴兹尔·波尔多里斯来谱写电影配乐，他们曾在《伟大的星期三》中合作成功:291-292:324-325。电影业通常的做法是在主要镜头已经拍完后再请一位作曲家来谱曲，但米利厄斯在主要拍摄工作开始前就已经请来了波尔多里斯，所以作曲家就可以根据最初的故事设定来作曲，并且可以在制作结束前完成录制:328。波尔多里斯使用一种名叫Musync的音乐编辑软件来变更曲段的节奏，令其与电影中的动作同步。这种软件给他的工作带来方便，可以在用户更改节点时自动调整节奏。否则作曲家就只能找个乐团一遍又一遍地排练和修改直到满意为止。《野蛮人柯南》也是历史上首部将Musync软件列入主创名单的电影:783。
米利厄斯和波尔多里斯在制作过程中会交换看法，探讨每一个镜头的主题和“感情色彩”。据波尔多里斯所说，米利厄斯将本片预想为一部极少或没有台词的歌剧:292。波尔多里斯为电影谱写了总计近两个小时长的多个曲段:294，这是他的首批大型管弦乐作品:294，其特点之一是他经常在每一段曲目的最后两个小节放慢节奏，然后再切换到下一个曲段:785。波尔多里斯表示他会根据电影的剧情来选择使用不同的音程:171-172，电影拍摄期间他数次到现场观看，来了解自己的音乐将用来伴随什么样的意境和景象。主体拍摄工作完成后，米利厄斯交给作曲家剪辑过的两个版本电影，一个没有任何音乐，另一上则相应配上理查德·瓦格纳、伊戈尔·费奥多罗维奇·斯特拉文斯基和谢尔盖·谢尔盖耶维奇·普罗科菲耶夫的作品，来说明自己所需要的“感情色彩”:292-293。
波尔多里斯作曲的第一稿是一首由吉他伴奏唱出的诗，营造出一种作曲家自己是一位柯南吟游诗人的效果:171，这一稿之后成为片中“钢铁之谜”的配乐曲段，由一系列“大规模的铜管乐、弦乐和打击乐”结合而成:326，并且也是柯南的个人主题音乐:292，这段曲目在片中首次出现是柯南的父亲向儿子解释钢铁之谜的时候。莫特社区学院（Mott Community College）音乐教授劳伦斯·E·麦克唐纳德（Laurence E. MacDonald）认为这一主题在柯南发誓为父母报仇时多次重复，激起了相应的情绪:292。电影的开场主题音乐“克罗姆的铁砧”:326“以24支法国号奏出一个富于戏剧性的旋律，密集的鼓点将旋律不断地推进和增强”，这一曲段也在之后的多处场景出现:292。
波尔多里斯于1981年10月完成了片头柯南村庄受攻击时的音乐:786，米利厄斯起初的设想是由一个基于卡尔·奥尔夫作品《布兰诗歌》的合唱来在这场戏中代表杜姆及其爪牙，但在得知1981年的电影《神剑》中已经采用了奥尔夫的作品后，他改变了主意请波尔多里斯重新创作一段。波尔多里斯谱写的杜姆主题包含“充满活力的合唱段落”:326，其追随者通过呼喊他的名字来向这位领袖致敬。原本创作的英文歌词粗略地译为了拉丁文:293，波尔多里斯“更担心这些拉丁文的音韵是否和谐而非其意义是否流畅”:170-171。这些歌词的旋律来自于13世纪的拉丁文赞歌《怒之日》（拉丁文：Dies Jrae），来表现“图尔逊·杜姆所造成的残酷悲剧”:326。
这部电影的大部分音乐都传达出一种力量、活力和残暴，不过其中也有一些温柔的瞬间:167。柯南与瓦莱里娅亲密戏段的音乐以双簧管和弦乐器演奏，浸润着一种葱郁的浪漫和强烈的情感。据麦克唐纳德所说，波尔多里斯并没有采用以爱情场面和曲调让人联想到浪漫主义音乐的做法，而是通过使用“和谐的小调”来表现出柯南和瓦莱里娅忧郁而独特的爱情主题:293；电影新闻工作者大卫·摩根（David Morgan）从“轻快而浪漫的旋律”中听出了东方的风韵:167；《电影评论》的音频评论员佩吉·库克形容《野蛮人柯南》的配乐像是“一支丰富多彩而又高度敏感的画笔在一块大帆布上涂抹，波尔多里斯的（配乐）方案背后有着纯粹的感知，通常能以一个令人难忘的力度达到顶峰”。
从1981年11月下旬开始，波尔多里斯花了三个星期在罗马录制音乐:62:228。他委聘了一支有90个乐器的管弦乐团和一个有24名成员的合唱团并亲自指挥:228。多次与波尔多里斯合作的格里格·麦克里奇编配了曲目，合唱团与管弦乐团的录制分开进行:175。24段音效、音乐和对白一起缩混到一个单声道中:172-173，这也让《野蛮人柯南》成为最后一部由大型制片公司发行但却使用了单声道的电影:167-168。据波尔多里斯所说，制片人拉菲拉·德·劳伦提斯对于使用立体声的3万美元成本有些犹豫不决，她还担心部分电影院可能会缺乏立体声系统所需要的相关设备:173-174。

## 主题
钢铁之谜是《野蛮人柯南》的核心主题。电影一开始，柯南的父亲就告诉儿子掌握这个秘密，并且除了剑外，别的什么都不能相信。接下来图尔萨·杜姆血洗了柯南的村庄并夺走了他父亲的剑，之后的故事则围绕着柯南试图夺回父亲告诉自己去信任的武器来展开:159。对武器的崇拜在文学史上有悠久的历史，英语助理教授卡尔·詹姆斯·格林德利（Carl James Grindley）表示，像荷马的《伊利亚特》，古英语诗作，以及14世纪的叙事诗《高文爵士与绿骑士》都对其中英雄人物的武器库作了非常细致的描述:151-155。他还认为与当代其它大部分动作电影一样，《野蛮人柯南》不是把武器当作英雄本色的象征，而是用来作为剧情发展的重要道具:155, 159。另一位英语助理教授詹姆斯·威特拉克（James Whitlark）则认为钢铁之谜让电影对剑的重视变得很讽刺，因为这给人一种似乎武器本身拥有什么神奇力量的错觉，但之后却揭示其本身没有任何特别之处，完全要依靠使用者的力量。在电影后半部分，杜姆嘲笑了钢铁的力量，宣称肉体的力量更加强大。当柯南寻回父亲的宝剑时，剑身已经在之前的战斗中折断。据格林德利所说，这把剑的折断证实了荷马的主张：“不是剑创造了英雄，而是英雄成就了剑”:160。威特拉克表示，这部电影提供了“一个‘人类’力量超越其极限的幻想”。帕斯曼也有同样的看法，认为本片暗示了人类精神上的力量可以超越其物理极限:92。
人们在《野蛮人柯南》剧情中发现的另一种既定文学比喻是死亡的概念，以及随后进入阴间的旅程和重生。俄亥俄州罗蓝县社区学院语言和人文主席唐纳德·E·帕伦波（Donald E. Palumbo）指出，像大部分剑与魔法电影一样，《野蛮人柯南》也使用了地下旅程来加强死亡与重生的主题:212。据他所说，第一个同时涉及死亡、阴世和重生的镜头是在柯南获得自由以后：野狗的追逐令他摔下古墓，在那里发现了一把剑并砍断了自己的锁链，这把剑也象征着新的力量。电影之后也有很多涉及这些内容的段落，如蛇塔深处为了生存而与一条巨蛇的大战，庙宇中邪教信徒同类相食的狂欢和杜姆变身成一条大蛇，瓦莱里娅短暂复活来挽救柯南，以及柯南被钉上十字架的磨难。虽然钉十字架的内容可能会引起基督徒的联想:213-214，但将电影与宗教联系起来的想法受到了严厉的回绝。米利厄斯表示他的电影中充满了异教思想，电影评论家艾利和杰克·克鲁尔支持这一论断。安德里安学院（Adrian College）哲学和宗教名誉教授乔治·艾彻里（George Aichele）认为，电影中钉十字架的镜头纯粹是为了炒作，用宗教内容来吸引观众。不过他也认为柯南的故事可以被视为对基督一生的比喻，反之亦然。电影评论家尼格尔·安德鲁斯则认为除了这个镜头外，基督教与本片的制作没有任何联系:104。

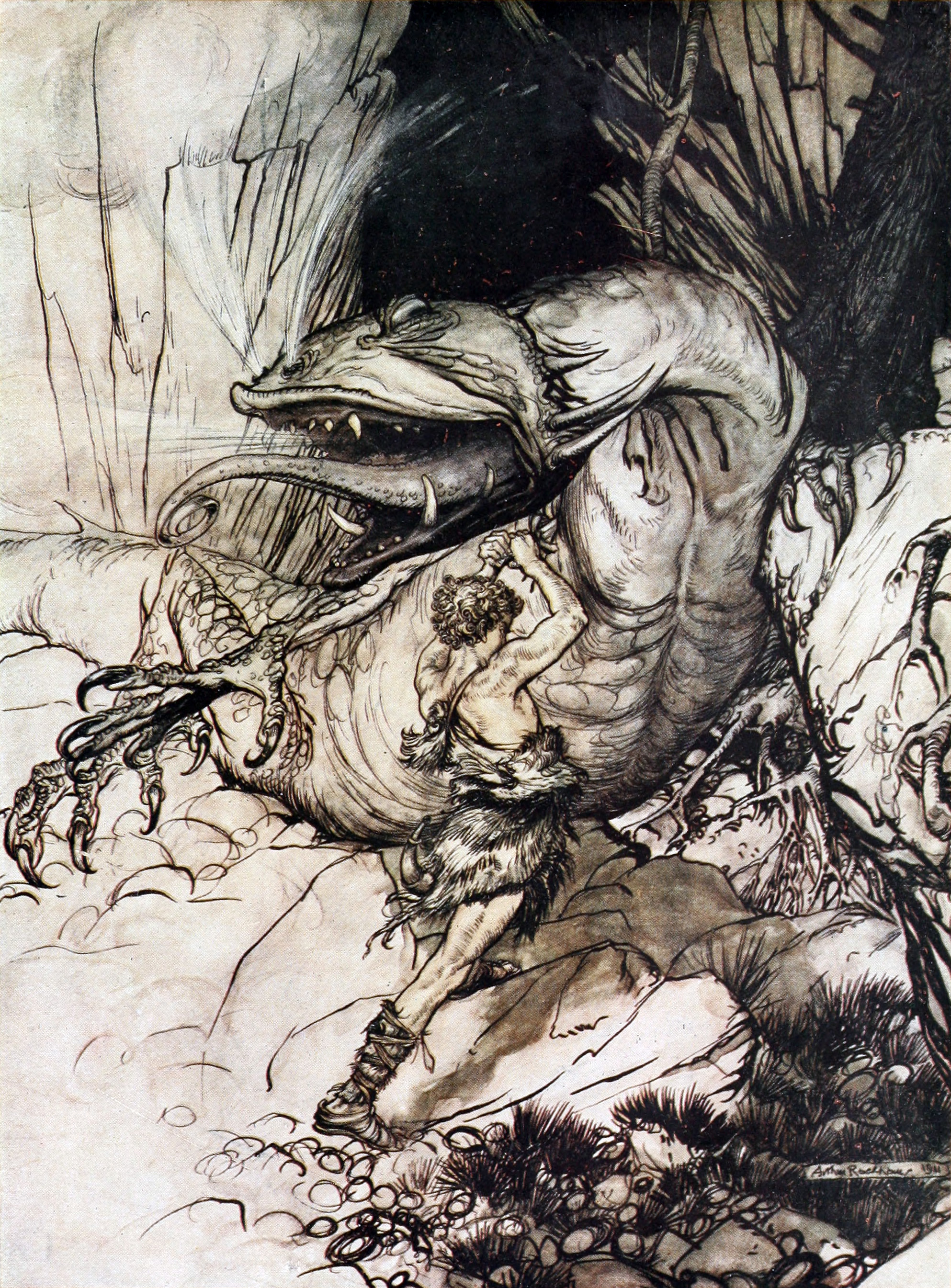
柯南在蛇塔中杀死巨蛇的镜头与瓦格纳《尼伯龙根的指环》中屠龙的情节有一定的相似之处

一些评论家也发现了米利厄斯将《野蛮人柯南》视为一部歌剧来进行拍摄的想法，艾利和哈克维尔就看到了电影与瓦格纳歌剧间的联系。据哈克维尔所说，电影开场时的戏段与《齐格弗里德》中锻制宝剑的场景很相似，柯南的历险和考验也似乎是受到了歌剧中英雄经历的启发：目睹父母的惨死，身为奴隶慢慢长大，杀死一条巨蛇（龙）。此外，施瓦辛格的扮相也与哈克维尔心目中的齐格弗里德类似：一个“雅利安金发野兽”的角色模型。这个雅利安英雄所象征的种族优越性概念，受到了詹姆斯·威尔科特和J·霍伯曼（J. Hoberman）的批判。他们强调片中使用的尼采题辞，并将主角与尼采的超人说联系起来。艾伯特对其中“北欧超人对抗黑人”的描绘感到不安，“金发肌肉男”砍下黑人的头并“轻蔑地抛下楼梯”。研究亚瑟王的学者亚当·罗伯茨（Adam Roberts）也有这种感觉，他还认为本片是20世纪80年代初期有法西斯主义严重渗透的剑与魔法电影代表。据罗伯茨所说，本片沿用了莱尼·里芬斯塔尔为纳粹德国奠定的思想和美学。他还警告说，任何对这些剑与魔法电影有关法西斯主义的解读都是主观性的。不过，电影评论家理查德·戴尔（Richard Dyer）则认为对《野蛮人柯南》的这些解读都是不准确的，是对尼采哲学的误解，部分哲学学者也表示电影界经常会误解“超人”这一概念背后的含义。
《野蛮人柯南》也被视为时代的产物，电影的主题反映了20世纪80年代美国的政治气候。罗纳德·里根当选总统后的8年时间里，个人主义理念得到了加强。他在演讲中强调个人的道德价值，鼓励他的美国同胞让国家更加成功，并且在冷战中站起来与苏联对抗:48-49。南埃塞克斯延续和高等教育学院讲师，电影评论员戴夫·桑德斯（Dave Saunders）博士将《野蛮人柯南》与里根主义联系起来:51，这位总统的政策周围环绕着保守主义意识形态。他还将柯南和杜姆的对抗比喻为美国人的圣战:51，他选择的武器是原始的剑，而里根是用精神来与苏联对抗:51-52，杜姆的老巢则与莫斯科的克里姆林宫对比:57。在桑德斯看来，柯南是美国式英雄的象征，他从考验与磨难中汲取力量，并且用美国人的方式击败并杀死邪恶的压迫者（苏联）:53-58。凯尔纳和他的学者同事迈克尔·瑞恩（Michael Ryan）则提出美国个人主义的另一个敌人：一个过分扩张盛气凌人的联邦政府:226。对电影存在的个人主义联想并不局限于美国，文化历史学家杰弗瑞·理查兹（Jeffrey Richards）注意到了电影在英国青少年中的知名度:23, 170，电影评论家罗宾·伍德（Robin Wood）表示，在大多数情况下，个人主义和法西斯主义的区别是很小的，他还认为《野蛮人柯南》是那个时代唯一一部直接抛开了伪装，公开为法西斯主义理想庆祝的电影:152。
电影专题研究还审查了本片的性别政治问题，1980年代初的动作电影让女权运动经历了一次反弹，提升了阳刚之气的概念:191:217, 219。这些电影中的女性被描述为妓女、侍女或是女战士，身穿暴露的装束:91。《野蛮人柯南》向男性观众展示出一个克服所有逆境获得成功的雄性英雄形象，给予他们一个逃离那些侵入自己生活中的激进女权主义女性的幻想:155-156:xxxvi。雷纳托·卡萨罗为影片上映所创作的宣传海报将柯南和瓦莱里娅两位主角刻划得非常肉欲化:96-97:224，身上所穿的仅是清凉的内衣款式，脚踏长靴，头发披散，柯南在图片中是一个高举神剑向前跨步的姿势，而瓦莱里娅则摆出一个“不可能的下蹲姿势，并且她的衣装还在大腿之间形成一片黑影”:224-225。据舒巴特所说，评论家并不将瓦莱里娅视为一个女强人的形象，而是将她视为一个“性别奇观”。在他们看来，她就是一具性感的女性身体中住了一个传统的男性武士:18。

## 发行
1980年，电影公司和制片人开始为影片进行广告宣传，全美各地的电影院都贴上了预告海报。海报重新启用了法拉捷特为1966年的《冒险家柯南》创作的封面画稿:26-27。劳伦蒂斯希望《野蛮人柯南》能够于1981年圣诞节期间开始在影院上映，但环球影业的高管于8月份预演了初步版本后要求对之做进一步剪辑。一位好莱坞知情人士透露，这几位高管擔憂电影中的暴力描绘。为了进行修改，首映也推迟到了第二年。许多图尔萨·杜姆进攻柯南村庄的镜头都被剪掉了，包括将柯南母亲当众斩首的特写镜头:62。由于这种改动来得有些突然，为电影谱曲的波尔多里斯没有及时得到通知，为此他必须在即将录制前快速进行调整:786。被剪掉的其它暴力内容还包括苏伯泰在蛇塔顶上杀死一只怪兽和柯南在一个集市上当众砍掉一个扒手手臂的镜头:27。导演原打算把电影片长保持在140分钟左右，但最终上映的版本长度为129分钟。据科布所说，到发行时，电影的整个制作成本达到了两千万美元。
1982年2月19日，《野蛮人柯南》在德克萨斯州休斯顿进行了预映，之后一个月里又在美国30个城市进行预映。在首都哥伦比亚特区，影迷在大街上排起了长队，造成交通堵塞；科罗拉多州丹佛的电影票很快销售一空，休斯顿也有约一千名失望的观众被拒之门外。绝大多数排队观众是男性，洛杉矶的一位影迷说，“观众大部分是白人，大概高中生或是大学生的样子，穿着得体，不是那种穿皮革的朋克，不过大部分人都是肌肉鼓鼓的”。3月16日，《野蛮人柯南》在马德里举行了全球首映式，并于一个月后开始在西班牙和法国全面上映。20世纪福克斯负责除美国外其他国家的销售发行:48，环球计划在阵亡将士纪念日前一个周末正式在全美发行本片，这个时候由于学校开始放长假，因此正好是暑期电影季节的开始。为了避免与其它高成本大制作电影竞争，《野蛮人柯南》于1982年5月14日开始在北美1400家电影院正式上映。

## 迴响

### 专业评价
媒体对《野蛮人柯南》的评价非常两极化，电影被一方视为优点的部分又会受到另一方严厉的批评。甘顿教授将之形容为“电影每收到一个正面评价同时就会收到两个负面评价”:15。《芝加哥太阳报》的罗杰·艾伯特和《时代周刊》的理查德·西克尔（Richard Schickel）就很有代表性，艾伯特称《野蛮人柯南》是“一个异化青春期的完美幻想”，而西克尔则认为该片愚蠢至极，纯粹就一心理变态的《星球大战》。

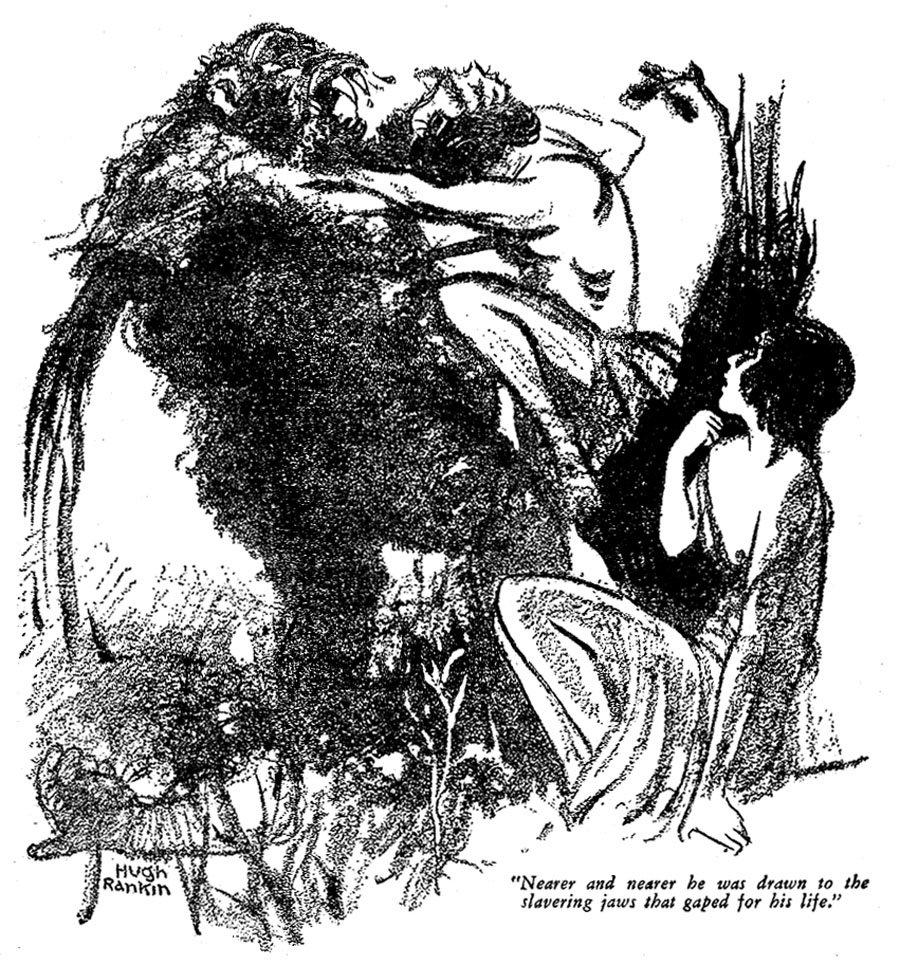
评论家认为电影中的暴力场面过多，或是与霍华德原著的描绘不符

《野蛮人柯南》上映时，媒体倾向于批评好莱坞对暴力的渲染，典型动作片中常有一个所谓的英雄通过杀死任何一个试图阻止自己的人来达到目标的描写:108-109，而本片的暴力场面受到了特別强烈的谴责:48:108-109。《新闻周刊》的杰克·克鲁尔（Jack Kroll）称其“没精打采且毫无格调”。《旧金山纪事报》的斯图·施瑞伯格（Stu Schreiberg）在文章中指出，自己在电影的多个镜头里一共数到了有50人被杀:141。其他影评人对电影中暴力的描述评价不一，《纽约》杂志的大卫·邓比（David Denby）在文章中表示动作场面是这部影片为数不多的优点之一，然而这些镜头虽然让人兴奋，但像将柯南母亲斩首这样的场面却有些空洞:68。不过另一方面，文森特·坎拜（Vincent Canby）、卡罗斯·克拉伦斯（Carlos Clarens）和帕斯可·梅里古（Pascal Mérigeau）一致认为电影中描绘的暴力还没能达到他们的期望：既然电影是来自霍华德的故事，那么应该要更加血腥才对:28。据保罗·塞门所说，米利厄斯因为担心暴力场面而做的削减让部分镜头看起来“像动画片”。
与原著的比较也在评论家之间引起了截然不同的反应。丹尼·皮瑞（Danny Peary）和西克尔本预计这会是一部轻快或俗套的作品，因此导演所引入的尼采式主题和意识形态让他们無法适应。其他人并不欣赏米利厄斯的处理手法，詹姆斯·威尔科特称其笨手笨脚，而卡罗尔则认为这样的手法在实现时缺乏实质内容。然而，电影中的个人主义和异教的主题引起了许多观众的共鸣，这种一个勇士仅依靠自己的实力去征服一切的概念很受年轻男性观众青睐:170。威尔科特在《德克萨斯月刊》（Texas Monthly）上写道，这样的主题对那些“希望可以把沙子踢到喜欢欺负人恶霸脸上，并且赢得大奖的那些（体重只有）98磅（合44.45公斤）的弱小孩子们”很有吸引力。卡罗尔认为观众喜欢暴力和屠杀，但对其中的“哲学高调”则有一种玩世不恭的态度。虽然受到了观众的欢迎，但霍华德原著的忠实粉丝和学者对这部电影毫不感冒。争论的一个焦点是，电影中柯南的出身与霍华德有关这一人物少年时期埋下的伏笔不一致:103-104, 108。凯瑞·布劳夫（Kerry Brougher）也支持这一看法，但德瑞克·艾利、克拉伦斯和桑蒙认为这是一部忠实于原著的作品:108:27。
阿诺德·施瓦辛格的表演也经常在评论中提及:48，克拉伦斯、皮瑞、甘顿和尼格尔·安德鲁斯（Nigel Andrews）对这位前健美运动员的表演持正面评价，在他们看来，施瓦辛格的言行举止就出演这么一个野蛮人来说很有说服力:28:15-16, 26:100, 105-106。安德鲁斯还指出，施瓦辛格的口音让他散发出一种特殊的魅力，使得该片对他的粉丝很有吸引力:106。罗伊尔·S·布朗（Royal S. Brown）则相反，他深为施瓦辛格的台词加起来也只有两张纸稿而感到庆幸。西克尔用一个“平”字总结了男主角的表演，而克诺尔的总结则要长得多，他将这位演员的表演定性为“平淡乏味，呆若木鸡”。虽然桑达·伯格曼为影片注入了优雅和活力而赢得赞誉:28，但片中几位经验更丰富的演员也没能从批评中幸免。甘顿表示冯·西多对自己的角色缺乏敬业精神:24，而克拉伦斯也批评琼斯对人物的刻划糟糕透顶:28。布劳夫没有批评演员的表演，他怪罪的是米利厄斯的剧本。

### 票房和其它媒体
根据一家媒体分析公司提供的数据，《野蛮人柯南》上映首周入账947万9373美元，登上了美国票房榜冠军的位置。该公司对本片的票房统计持续了8个星期，电影共计在美国收入3851万3085美元。扣除应付电影院业主的部分后，环球影业一共獲得2250万美元:14。这笔收入已经超过了公司为电影投入的成本，之后的任何收入就已经是纯利润:14。玛丽安·克里斯蒂接受《波士顿环球报》（The Boston Globe）采访时提及《野蛮人柯南》在欧洲和日本上映的票房成绩都很理想，其全球票房超过1亿美元。艾默里大学电影研究教授大卫·A·库克认为本片在北美的票房表现还没能达到大片的程度:32，在北美大陆发行这样的电影其租金应该至少能达到5000万美元。《野蛮人柯南》的租金在1982年发行的电影中名列第13位:14，加上这年环球影业出品的其它三部电影：《E.T.外星人》（1982年最成功的电影，租金1.87亿美元）、《金色池塘》和《春城花满天》（The Best Little Whorehouse in Texas），一共占到了年度电影放映租金的30%。据电影业分析师亚瑟·D·墨菲所说，这是史上首次单一电影发行商在一年內可佔據的巨大比例。
1982年10月2日，《野蛮人柯南》发行了录像带，其销售和出租都很熾熱。从发售开始就登上公告牌录像带销售和出租排行榜前40名并保持了23周之久。据赛门所说，电影的家用媒体发行收入截止2007年已经突破3亿美元:107。电影之后还由林·卡特和德坎普夫妇写成了同名小说，另外漫威漫画公司还将之改编成了漫画作品，这也是该公司为数不多的此类作品之一。2000年，环球影业发行了2000年发行了特别版DVD，其中增加了两分钟内容，全长131分钟。

### 荣誉
《野蛮人柯南》没有获得任何电影奖项，但桑达·伯格曼获得了金球奖年度最佳女新人提名，《电影评论》的佩吉·库克认为本片的配乐可以在所有1982年发行的电影排第二，2005年，美国影艺协会也提名本片音乐为AFI百年电影史电影配乐。此外，2003年美国影艺协会评选AFI百年电影史百大银幕英雄与恶魔，2008年再评选AFI十大类型十大佳片，本片都获得了提名，但都与之前的提名一样没能获奖。

## 后续影响
1980年代大多同类改编电影票房上皆失利，《野蛮人柯南》是其中少數获利的作品:127。据赛门所说，直到2001年彼得·杰克逊的《魔戒首部曲：魔戒現身》上映前，本片都是衡量剑与魔法题材电影的一个标准:107；多部当代同类电影都被批評家認為是本片的仿作:32。如1982年的《魔诫奇兵》（The Beastmaster）等:247。柯南的成功引出了许多低成本製作，如1982年的《无敌阿托尔》（Ator l'invincibile）和1983年的《亡灵哨兵》（Deathstalker）等。1984年，本片续集《毁灭者柯南》上映，只有少數前作工作人員再度參與製作，如史瓦辛格、岩松信、波爾多里斯:326。赛门还认为之后大小银幕上出现的罗伯特·E·霍华德小说改编影视作品都是在本片影响下出現的低劣作品:108。1983至1993年，好莱坞环球影城推出了一个20分钟长的真人动作节目《柯南历险记：剑与魔法的童话》。该节目是《野蛮人柯南》的衍生剧，耗资500万美元，其中主要包括动作场面和波尔多里斯的音乐:114, 117。节目最吸引人的地方是烟火、激光，以及一个高5.5米并且可以喷火的电子动画龙。

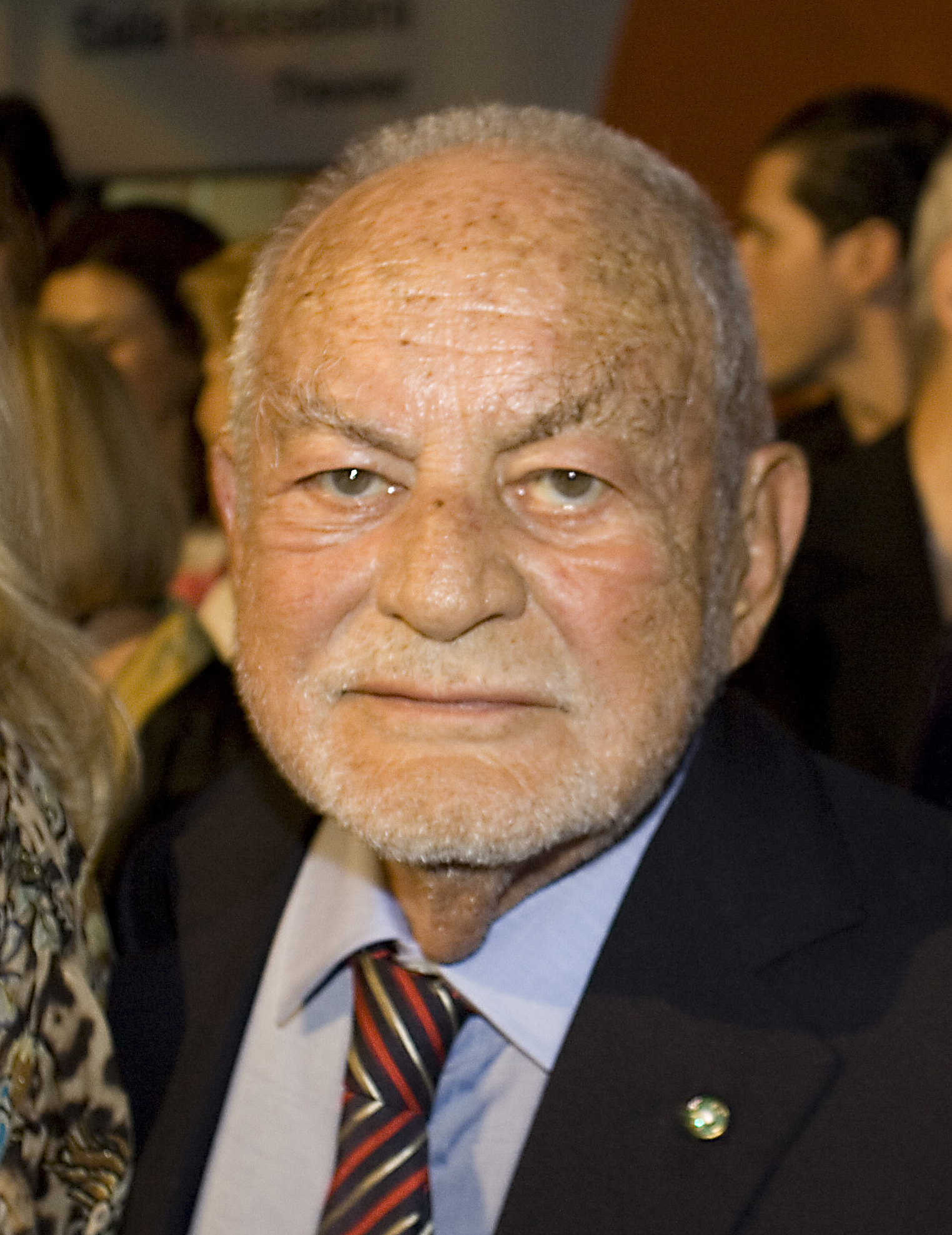
《野蛮人柯南》为制片人迪诺·德·劳伦蒂斯（摄于2009年）带来了丰厚的利润

参加制作的多位电影人因本片获得了可观的名声或財富。桑达·伯格曼获得了金球奖提名，这也是她在电影界获得的最高成就，之后她演出的角色都没法为她带来更高的榮譽:79-80；迪诺·德·劳伦蒂斯继1976年的《金刚》（King Kong）后连续制作的多部电影票房上都不理想，这次《野蛮人柯南》似乎代表他时来运转，两年后的续集也同样获利甚豐，但事与愿违，之后的多个高预算项目都没能收回成本，最终导致他在1988年宣布破产。《野蛮人柯南》也是截止2013年止约翰·米利厄斯执导的作品中最成功的一部，他之后的作品表现皆远远不及本片:32-33。
普列斯曼没有从本片的票房中获得分成，但他将电影版权以450万美元卖给了劳伦蒂斯，并且还可以在该片的任何一部续集收入中获得10%的提成:72。这笔版权转让费已经足以解决他的制片公司之前因另一部电影失利而出现的财政困难，还清了所有贷款和其它欠款:74。普列斯曼表示，这笔交易“获得了比拍片发行更高的收入，这部他没有制作的电影，却比制作过的任何一部电影都要赚钱”。他还安排美泰公司获得了为电影开发一系列玩具的权利，不过该公司的管理人员认为这部电影对孩子们来说“很暴力”因而放弃了这些权利。不过普列斯曼说服了他们让自己根据其新玩具“决胜时空战区”制作一部电影:74。1987年，耗资2000万美元的同名电影上映，在美国的票房收入为1700万美元:169。
真正因这部电影获利最大的还是作曲家巴兹尔·波尔多里斯和男主角阿诺德·施瓦辛格。波尔多里斯的配乐获得了评论界的好评，他在电影界的声誉也与日俱增:325。麦克唐纳德认为波尔多里斯为本片谱写的配乐是“该年代最杰出的电影音乐成就之一”:294，佩吉·库克也称这是1982年除《E.T.外星人》外最优秀的电影音乐作品，更是唯一去看这部电影的理由。听过《野蛮人柯南》中的音乐后，保罗·范霍文请波尔多里斯来为自己的电影谱曲，他们先后在1985年的《冷血奇兵》（Flesh & Blood）和1987年的《机械战警》中合作:55。范霍文和施瓦辛格合作并于1990年上映的电影《全面回忆》中的音乐也受到了《野蛮人柯南》很大的影响，为该片谱曲的作曲家杰瑞·高史密斯将波尔多里斯的作品当成自己的榜样。
《野蛮人柯南》为施瓦辛格的演员声誉带到全世界，并且建立以後他大多数电影角色的類型：“面无表情的冷酷壮汉，但不知何故又惹人喜爱”。他这个野蛮人形象歷久不衰，为乔治·H·W·布什竞选总统宣传时，他被称之为“共和党柯南”，这个绰号跟著他度過整个政治生涯，并且在担任加利福尼亚州州长期间经常被媒体提及。施瓦辛格也深知这部电影对他的意义，承认柯南一角是“上帝为（自己）职业生涯送来的礼物”。担任州长期间，他在自己的办公室里放了一把亚特兰蒂斯剑的复制品，偶尔还会向来访的客人展示，并且允许他们接触和玩耍。他还不止一次重新说起自己在本片中那句曾饱受评论家讥嘲的台词：“让你的敌人俯首称臣，追得他们四处逃窜，听到他们女人的悲叹”。

## 续集
1984年发行的《毁灭者柯南》是本片的续集，施瓦辛格同样担任主演。2012年10月，《野蛮人柯南》上映30年后，环球影业宣布将于2014年暑假發行由施瓦辛格回鍋主演的《柯南传奇》。该片的故事情节还是1982年版电影的延续，“绕过”1984年的《毁灭者柯南》和2011年由杰森·莫玛主演的新版《野蛮人柯南》。2017年4月，編劇克里斯·摩根表示，環球影業已經放棄了《柯南传奇》，但仍有機會推出一部《野蛮人柯南》影集。

## 扩展阅读
- Larson, Randall. . CinemaScore: The Film Music Journal (California, United States: Randall D. Larson). Fall 1982, (10): 7–8. ISSN 0277-9803.